# (95) Arethusa
(95) Arethusa – planetoida z pasa głównego planetoid okrążająca Słońce w ciągu 5 lat i 138 dni w średniej odległości 3,07 j.a. Została odkryta 23 listopada 1867 roku w obserwatorium w Düsseldorfie przez Roberta Luthra. Nazwa planetoidy pochodzi od Aretuzy, jednej spośród dwóch postaci o tym imieniu w mitologii greckiej.